# Skråköping
Skråköping är en i det äldre Sverige, sedan åtminstone det svenska 1800-talet, skämtsam och ofta överlägsen benämning på den typiska (svenska) småstaden eller landsortshålan och förekommer i en del äldre litterära sammanhang. 
Ordet hänför till en blandning av det gamla strikt välordnade skråsamhället, där var och en förväntades sköta sitt utan förändringar eller större utvecklingar, och den äldre reglerade benämningen köping för valda handelsstäder.